# Bonaventura Badoer da Peraga
Bonaventura Badoer da Peraga, O.S.A. (Padua, 22 de junio de 1332-Roma, 10 de junio de 1389) fue un teológo y sacerdote católico venenciano, miembro de la Orden de los Agustinos, de la que llegó también a ser Prior. Fundó la facultad de Teología de la Universidad de Bolonia, y ejerció como teólogo en la Universidad de la Sorbona de París.
Fue ordenado cardenal de la Iglesia Católica en 1378, ocupando el cargo hasta su asesinato en 1389, probablebemente a manos de hombres bajo las órdenes de Franceso da Cararra. Fue beatificado en 1440 por el Papa Eugenio IV, y su memoria litúrgica se celebra el 10 de junio.